# 獨柏寺正殿
獨柏寺正殿位於重慶市潼南縣太和區，文物遺址年代為元，1992年3月19日列為重慶市第二批市級文物保護單位。2000年9月7日列為第一批重慶市文物保護單位。2013年3月5日公佈為第七批全國重點文物保護單位。

## 簡介[4]
獨柏寺位於潼南縣城之東20公里的獨柏鄉(現寺鄉小學辦公室)，涪江北岸一級台地，坐北面南，南距涪江700公尺，與筋斗坡相望，北靠大坡500公尺，整個建築坐落在獨柏鄉小學內。
相傳唐代此地便有寺廟，分為上中下三殿。下殿山門外有一棵獨生大柏樹，樹上雕有一佛像，故名為獨柏寺，有詩讚云：「巍巍獨柏能參天，經歷人間數百年。靈氣山川屬異樹，刻成古佛立堂前」。
今獨柏寺僅存正殿及後殿。正殿單檐懸山抬梁式梁架結構，通高6.7公尺，正脊、垂脊已毀。有石砌台基高出地平面0.7公尺，四角亮柱施斗拱出挑，角柱升起。通面闊13.6公尺，通進深9.8公尺，總面積130餘平方公尺。梁架結構，用材較大，最大柱徑0.48公尺，柱高5.5公尺，最大柱徑與柱高之比為48：550。舉折之比為2.7：5.3。四周檐面鋪二重椽，前出椽有2公尺之寬遠。自當心間起，有撩檐枋撩經次間至轉角亮柱。當心間至轉角緩慢起翹，坡度平緩。四周檐下均施斗栱，其中前檐共施斗栱8朵，斗栱間距為1.07、1.03、1.04、1.04公尺(櫨頭間距離)，間距較小。斗栱三重，高之比為23：24：25。其耳平欹之比為3：2：4。均出雙下昂，除當心間柱斗鋪作二斗栱，沒有昂尾，余皆設昂尾，昂尾內跳1.5公尺承檁，前下昂嘴不承重，上昂嘴承撩檐枋，撩檐枋至轉角亮柱。其斗栱從櫨斗開始層層上疊，櫨斗承昂，昂頭承小斗，小斗再承昂身，昂頭承斗托檁，加上兩側懸起翹不大，當心間開始起翹，設有穿插枋，圓形蜀柱。梁枋用材較大，房屋較低，給人以墩實的感覺，和柱礎變化不規則等特點，為元代建築風格，由中國文物研究所專家鑑定所確定。
與獨柏寺毗鄰的後殿為觀音殿，面闊五間，單檐硬山式脊頂，抬梁式梁架結構，有台基高出地面0.8公尺，建築面積264平方公尺。正梁有墨書題記：「皇清康熙五十四年乙未歲季冬望三建修……泥身觀音大殿施捨樹木眾姓……住持臨濟正宗第十七代弟子心連……」。